# 요스
요스(Yaws, frambesia tropica, thymosis, polypapilloma tropicum, parangi, bouba, frambösie, pian), 요오스, 요우스, 매종은 스피로헤타 박테리아 매독균에 의해 피부, 뼈, 관절에 발생하는 열대 감염병의 하나이다.